# Лобода біла
Лобода біла (Chenopodium album) — вид однорічних трав'янистих сіро-зелених, вкритих сіруватим порошком рослин родини лободових.

## Біологічний опис
Стебло прямовисне, розгалужене, борозенчасте, до 100 см заввишки. Листки чергові, прості, довгочерешкові, ромбоподібно-яйцеподібні, цілокраї, тонкі.
Квітки двостатеві, п'ятичленні, дрібні, малопомітні, зібрані в волотеподібне суцвіття. Цвіте у липні-вересні. Плід — однонасінний горішок з тонким плівчастим оплоднем.

## Поширення
Космополіт, зростає у всіх частинах світу. Це місцевий вид для Євразії й Північної Африки, для решти територій — інтродукований.
Росте в посівах, на городах, засмічених місцях, біля доріг.

## Господарське значення
Основний неспеціалізований бур'ян практично всіх сільськогосподарських культур, городів, садів. Часто зустрічається на рудеральних місцях проживання з добре удобреним ґрунтом, біля житла, в лісосмугах, при дорогах, по ариках. Захисні заходи: ретельне очищення насіневого матеріалу, сівозміни з озимими зерновими, просапними і багаторічними кормовими травами. Рекомендуються рання зяблева оранка і своєчасна весняна обробка ґрунту. На просапних культурах — своєчасна міжрядна обробка ґрунту. На необроблюваних місцях — скошування лободи білої до цвітіння.

## Використання
Для виготовлення лікарських препаратів заготовляють траву лободи під час цвітіння рослини.
Трава лободи білої містить алкалоїди, вітаміни, сапоніни, флавоноїди, барвник, ліпіди, органічні кислоти, мінеральні речовини та інші. Галенові препарати лободи білої мають антибактеріальні, болетамувальні, відхаркувальні, гіпотензивні, естрогенні, протизапальні, сечогінні властивості. Застосовують галенові препарати лободи білої при кашлі, бронхітах, бронхіальній астмі, виразковій хворобі шлунка і дванадцятипалої кишки, метеоризмі, хворобах печінки і селезінки, істерії, мігрені, паралічах, гіпергідрозі, дерматитах, ревматизмі, радикуліті.
Внутрішньо — настій трави лободи (10 г сировини на 200 мл окропу, настоювати 2 год) приймати по 2 ст ложки 4 рази на день. Зовнішньо — настій трави (10 г сировини на 200 мл окропу) служить для полоскань, примочок на болючі місця.